# Dieter Zembski
Dieter Zembski (* 6. November 1946 in Bremen) ist ein ehemaliger deutscher Fußballspieler.

## Karriere

### Vereine
Zembski erhielt zur Saison 1968/69 beim Bundesligisten Werder Bremen seinen ersten Profivertrag. Sein Debüt gab er am 7. Juni 1969 (34. Spieltag) beim 6:5-Sieg im Heimspiel gegen Borussia Mönchengladbach mit Einwechslung für Helmut Schimeczek in der 38. Minute. In der Saison 1969/70 bestritt er bereits 19 Punktspiele. In der Folgesaison erspielte er sich endgültig einen Stammplatz und kam gemeinsam mit seinem erfahrenen Mitspieler in der Abwehr, Horst-Dieter Höttges, in allen 34 Punktspielen zum Einsatz; dabei gelangen ihm zwei Tore. Sein erstes Bundesligator erzielte er am 7. Oktober 1970 (10. Spieltag) beim 1:1 im Heimspiel gegen Borussia Mönchengladbach mit dem Führungstreffer in der 10. Minute. Des Weiteren kam er in 27 DFB-Pokalspielen zum Einsatz, in denen er drei Tore erzielte.
Zur Saison 1975/76 wechselte er zum Ligakonkurrenten Eintracht Braunschweig, bei dem er sich nach anfänglichen Schwierigkeiten einen Stammplatz in der Abwehr erkämpfte. Für die Braunschweiger spielte er 122-mal um Punkte, zwölfmal im DFB-Pokal- und neunmal im UEFA-Pokal-Wettbewerb. Für diesen qualifizierte sich seine Mannschaft aufgrund des guten Abschneidens in seiner Premierensaison als Fünftplatzierter der Meisterschaft. Sein erstes von drei Spielen bestritt er am 15. September 1976 im Erstrunden-Hinspiel beim 7:0-Sieg gegen den dänischen Vertreter Holbæk B&I. 1976/77 erreichte er mit Eintracht Braunschweig den dritten Platz und kam infolgedessen abermals im UEFA-Pokal-Wettbewerb zum Einsatz. Er bestritt sechs Spiele, bevor Braunschweig in der 3. Runde mit 1:4 im Gesamtergebnis nach Hin- und Rückspiel gegen den PSV Eindhoven aus dem Wettbewerb ausschied. Mit dem Abstieg der Braunschweiger am Saisonende 1979/80 beendete er nach insgesamt 301 Erstligaspielen, in denen er vier Tore erzielte, seine aktive Fußballerkarriere.

### Nationalmannschaft
Bundestrainer Helmut Schön berief ihn zu Beginn der Saison 1971/72 in den Kader der A-Nationalmannschaft. In Hannover bestritt er am 8. September 1971 gegen die Nationalmannschaft Mexikos sein erstes Länderspiel. Beim 5:0-Sieg wurde er nach der Halbzeitpause für Berti Vogts eingewechselt; es blieb allerdings sein einziger Einsatz im Trikot des DFB, da der junge Paul Breitner ihn verdrängte.

## Sonstiges
Vor und nach seiner Fußballerkarriere spielte er bei Bremer Bands wie The Mushroams, BLAX bzw. Happy Times am Schlagzeug und an der Gitarre. 1965 trat er mit den Mushroams in der bekannten Musiksendung Beat-Club auf.
Er ist verheiratet und lebt mit seiner Ehefrau in Bremen. Zusätzlich leitet er jeden Sommer ein Jugendfußballcamp.